# Torbjørn Hummel
Torbjørn Hartvig Hummel (* 6. Dezember 1955 in Kopenhagen) ist ein dänischer Schauspieler und Synchronsprecher.

## Leben und Wirken
Torbjørn Hummel wuchs in Kopenhagen auf, wo er bis heute lebt. Nach seinem Schulabschluss erlernte er zunächst den Beruf des Tischlers.
Von 1976 bis 1981 absolvierte Hummel seine Schauspielausbildung an der Staatlichen Theaterhochschule in Kopenhagen. Sein Bühnendebüt als Darsteller hatte er am Svendborg-Sommertheater. Seit 1981 hat er als Schauspieler vor der Kamera in mehr als 20 Film-und-Fernsehproduktionen mitgewirkt. Einem breiten Publikum bekannt wurde er vor allem ab 1998 durch seine Rolle als Niels Blom in Hvide Logne, welche eine der ersten Daily-Soaps im dänischen Fernsehen war und auf TV3 ausgestrahlt wurde.
Hummel ist seit Ende der 1980er-Jahre umfangreich als Synchronsprecher für Animationsfilme und Zeichentrickfilme tätig und lieh dabei in dänischer Sprache beispielsweise den Figuren in Shrek, Asterix, Wickie und die starken Männer, Peppa Wutz, Die Simpsons – Der Film, Garfield und seine Freunde oder in Lilo & Stitch seine Stimme.

## Filmografie (Auswahl)
- 1981: Kriegsdotre (Fernsehserie, 1 Folge)
- 1983: Der Unanständige
- 1991: Domino (TV-Miniserie)
- 1995–1998: Hjem til fem (Fernsehserie, 14 Folgen)
- 1996: Krystalbarnet
- 1997: Der letzte Wikinger
- 1997: Das Auge des Adlers
- 1998–2001: Hvide Logne (Fernsehserie)
- 1999: Taxa (Fernsehserie, 1 Folge)
- 2001: Der serbische Däne
- 2005: Ambulance
- 2007: Kommissarin Lund – Das Verbrechen (Fernsehserie, 1 Folge)
- 2011: Carmen und Colombo (Fernsehserie)
- 2013: Antboy – Der Biss der Ameise
- 2014: Antboy – Die Rache der Red Fury
- 2015: King (Kurzfilm)
- 2021: Fixer (Fernsehserie, 1 Folge)
- 2022: Die Schwesternschule (Fernsehserie, 1 Folge)